# Бордянка
Бордянка (рос. Бордянка) — присілок в Дубровському районі Брянської області Російської Федерації.
Населення становить 0 осіб. Входить до складу муніципального утворення Олешинське сільське поселення.

## Історія
Від 2005 року входить до складу муніципального утворення Олешинське сільське поселення.

## Населення
| 2010 | 2013 |
| ---- | ---- |
| 1    | ↘0   |